# Ampithoe kussakini
Ampithoe kussakini is een vlokreeftensoort uit de familie van de Ampithoidae. De wetenschappelijke naam van de soort is voor het eerst geldig gepubliceerd in 1955 door Gurjanova.